# 烏克蘭民族主義

代表烏克蘭民族主義的紅黑旗

乌克兰国旗

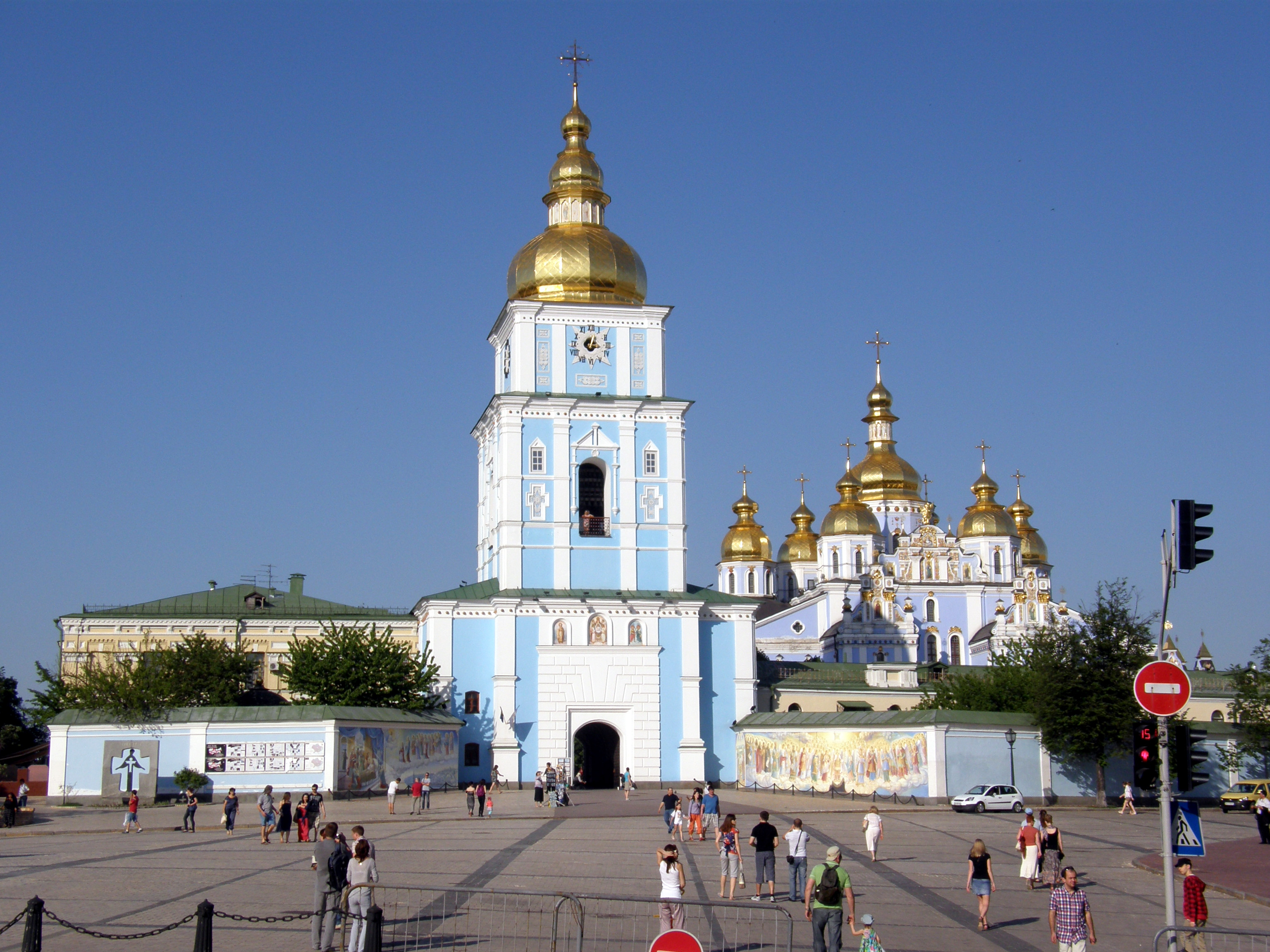
基辅圣米迦勒金顶修道院

乌克兰民族主义（烏克蘭語：Український націоналізм，發音：[ʊkrɐˈjinʲsʲkɪj nɐts⁽ʲ⁾ionɐˈl⁽ʲ⁾izm]）是促成乌克兰人建立民族国家的意识形态。尽管現今的乌克兰是在蘇聯解體後才成立，但一些历史学家，如米哈伊尔·格鲁舍夫斯基等人認為，中世纪的基辅罗斯就已經是一個由烏克蘭人自己建立的國家。现代乌克兰民族主义的主要起源可以追溯到17世纪由博格丹·赫梅利尼茨基领导的反对波蘭立陶宛聯邦的赫梅尔尼茨基起义。